# 프릿 빌트 2
《프릿 빌트 2》(영어: Cold Prey 2)은 2008년에 개봉한 노르웨이의 영화이며 프릿 빌트의 속편이다.

## 한국판 성우진(KBS)
- 배정미 - 카밀라(마르세 스노레스도테르 로비크)
- 소연 - 야니케(잉리 볼쇠 베르달)
- 김승준 - 올레(킴 와이플라트)
- 이호인 - 아이나르 반장(페르 소닝)
- 이원준 - 헤르만(프리드쇼브 소하임)
- 민지 - 아우딜드(요한나 멜크)
- 정현경 - 다니엘(베틀리 크베릴드 웨링)
- 위훈 - 요한(마즈 쇠가르드 페터슨)
- 안용욱 - 스베레(마츠 엘도엔)
- 이광수 - 킴(안드레아 카필린)